# Barbara Potter
Barbara Potter (Waterbury, 22 ottobre 1961) è un'ex tennista statunitense.

## Statistiche

### Singolare

#### Vittorie (5)
Legenda
| Grande Slam (0)           |
| WTA Tour Championship (0) |
| Tier I (0)                |
| Tier II (0)               |
| Tier III (1)              |
| Tier IV & V (0–0)         |
| VS (4)                    |

| Numero | Data            | Torneo                                         | Superficie    | Avversaria in finale | Punteggio      |
| 1.     | 17 gennaio 1982 | Avon Championships of Cincinnati, Cincinnati   | Sintetico (i) | Bettina Bunge        | 6–2, 7–6       |
| 2.     | 3 ottobre 1982  | US Indoors, Filadelfia                         | Sintetico (i) | Pam Shriver          | 6–4, 6–2       |
| 3.     | 26 agosto 1985  | Virginia Slims of Central New York, Monticello | Cemento       | Helen Kelesi         | 4–6, 6–3, 6–2  |
| 4.     | 8 febbraio 1987 | Virginia Slims of Kansas, Wichita              | Sintetico (i) | Larisa Neiland       | 7–6(6), 7–6(5) |
| 5.     | 7 agosto 1988   | Cincinnati Open, Cincinnati                    | Cemento       | Helen Kelesi         | 6–2, 6–2       |

#### Finali perse (7)
Legenda
| Grande Slam (0)           |
| WTA Tour Championship (0) |
| Tier I (0)                |
| Tier II (0)               |
| Tier III (0)              |
| Tier IV & V (1–1)         |
| VS (5)                    |

| Numero | Data              | Torneo                                     | Superficie    | Avversaria in finale | Punteggio        |
| 1.     | 1º marzo 1981     | Avon Championships of Seattle, Seattle     | Sintetico (i) | Sylvia Hanika        | 2–6, 4–6         |
| 2.     | 14 febbraio 1982  | Virginia Slims of Kansas, Kansas City      | Sintetico (i) | Martina Navrátilová  | 2–6, 2–6         |
| 3.     | 19 settembre 1982 | Toray Pan Pacific Open, Tokyo              | Sintetico (i) | Bettina Bunge        | 6–7, 2–6         |
| 4.     | 12 febbraio 1984  | Virginia Slims of Chicago, Chicago         | Sintetico (i) | Pam Shriver          | 6(4)–7, 6–2, 3–6 |
| 5.     | 29 marzo 1987     | Virginia Slims of Washington, Fairfax      | Sintetico (i) | Hana Mandlíková      | 4–6, 2–6         |
| 6.     | 17 luglio 1988    | Hall of Fame Tennis Championships, Newport | Erba          | Lori McNeil          | 4–6, 6–4, 3–6    |
| 7.     | 26 febbraio 1989  | Virginia Slims of Kansas, Wichita (2)      | Cemento (i)   | Amy Frazier          | 6–4, 4–6, 0–6    |

### Doppio

#### Vittorie (18)
Legenda
| Grande Slam (0)           |
| WTA Tour Championship (0) |
| Tier I (0)                |
| Tier II (0)               |
| Tier III (0)              |
| Tier IV & V (1–0)         |
| VS (17)                   |

| Numero | Data              | Torneo                                         | Superficie    | Compagna         | Avversarie in finale            | Punteggio        |
| 1.     | 28 settembre 1980 | Toyota Classic, Atlanta                        | Sintetico (i) | Sharon Walsh     | Kathy Jordan Anne Smith         | 6–3, 6–1         |
| 2.     | 21 dicembre 1980  | Tucson Open, Tucson                            | Sintetico (i) | Leslie Allen     | Mary-Lou Piatek Wendy White     | 7–6, 6–0         |
| 3.     | 18 gennaio 1981   | Avon Championships of Kansas, Kansas City      | Sintetico (i) | Sharon Walsh     | Rosemary Casals Wendy Turnbull  | 6–2, 7–6         |
| 4.     | 22 marzo 1981     | Avon Championships of Boston, Boston           | Sintetico (i) | Sharon Walsh     | JoAnne Russell Virginia Ruzici  | 6–7, 6–4, 6–3    |
| 5.     | 25 ottobre 1981   | Brighton International, Brighton               | Sintetico (i) | Anne Smith       | Mima Jaušovec Pam Shriver       | 6–7, 6–3, 6–4    |
| 6.     | 22 novembre 1981  | Western Australian Open, Perth                 | Erba          | Sharon Walsh     | Betsy Nagelsen Candy Reynolds   | 6–4, 6–2         |
| 7.     | 14 febbraio 1982  | Virginia Slims of Kansas, Kansas City (2)      | Sintetico (i) | Sharon Walsh     | Mary-Lou Piatek Anne Smith      | 4–6, 6–2, 6–2    |
| 8.     | 28 febbraio 1982  | Virginia Slims of California, Oakland          | Sintetico (i) | Sharon Walsh     | Kathy Jordan Pam Shriver        | 6–1, 3–6, 7–6    |
| 9.     | 29 agosto 1982    | WTA New Jersey, Mahwah                         | Cemento       | Sharon Walsh     | Rosemary Casals Wendy Turnbull  | 6–1, 6–4         |
| 10.    | 10 ottobre 1982   | Maybelline Classic, Deerfield Beach            | Cemento       | Sharon Walsh     | Rosemary Casals Wendy Turnbull  | 7–6, 7–6         |
| 11.    | 6 febbraio 1983   | Palm Beach Cup, Palm Beach                     | Terra rossa   | Sharon Walsh     | Kathy Jordan Paula Smith        | 6–4, 4–6, 6–2    |
| 12.    | 18 luglio 1983    | Hall of Fame Tennis Championships, Newport     | Erba          | Pam Shriver      | Barbara Jordan Elizabeth Sayers | 6–3, 6–1         |
| 13.    | 9 ottobre 1983    | Virginia Slims of Detroit, Detroit             | Sintetico (i) | Kathy Jordan     | Rosemary Casals Wendy Turnbull  | 6–4, 6–1         |
| 14.    | 8 gennaio 1984    | Virginia Slims of Washington, Washington       | Sintetico (i) | Sharon Walsh     | Leslie Allen Anne White         | 6–1, 6(7)–7, 6–2 |
| 15.    | 1º aprile 1984    | Virginia Slims of Boston, Boston (2)           | Sintetico (i) | Sharon Walsh     | Andrea Leand Mary-Lou Piatek    | 7–6(4), 6–0      |
| 16.    | 17 marzo 1985     | Virginia Slims of Dallas, Dallas               | Sintetico (i) | Sharon Walsh     | Marcella Mesker Pascale Paradis | 5–7, 6–4, 7–6(4) |
| 17.    | 30 marzo 1986     | World Doubles Cup, Nashville                   | Sintetico (i) | Pam Shriver      | Kathy Jordan Elizabeth Smylie   | 6–4, 6–3         |
| 18.    | 17 luglio 1988    | Hall of Fame Tennis Championships, Newport (2) | Erba          | Rosalyn Fairbank | Gigi Fernández Lori McNeil      | 6–4, 6–3         |

#### Finali perse (21)
Legenda
| Grande Slam (1)                     |
| Avon, VS, WTA Tour Championship (1) |
| Tier I (0)                          |
| Tier II (0)                         |
| Tier III (0)                        |
| Tier IV & V (0–0)                   |
| Avon, VS (19)                       |

| Numero | Data              | Torneo                                     | Superficie    | Compagna       | Avversarie in finale                 | Punteggio        |
| 1.     | 27 agosto 1978    | WTA New Jersey, Mahwah                     | Cemento       | Pam Whytcross  | Ilana Kloss Marise Kruger            | 3–6, 4–6         |
| 2.     | 1º febbraio 1981  | Avon Championships of Chicago, Chicago     | Sintetico (i) | Sharon Walsh   | Martina Navrátilová Pam Shriver      | 3–6, 4–6         |
| 3.     | 28 marzo 1981     | Avon Circuit Championships, New York       | Sintetico (i) | Sharon Walsh   | Martina Navrátilová Pam Shriver      | 0–6, 6(6)–7      |
| 4.     | 1º novembre 1980  | Porsche Tennis Grand Prix, Stoccarda       | Sintetico (i) | Anne Smith     | Mima Jaušovec Martina Navrátilová    | 4–6, 1–6         |
| 5.     | 7 marzo 1982      | Virginia Slims of Los Angeles, Los Angeles | Sintetico (i) | Sharon Walsh   | Kathy Jordan Anne Smith              | 3–6, 5–7         |
| 6.     | 25 aprile 1982    | Bausch & Lomb Championships, Amelia Island | Terra rossa   | Sharon Walsh   | Leslie Allen Mima Jaušovec           | 1–6, 5–7         |
| 7.     | 22 agosto 1982    | Canadian Open, Montréal                    | Cemento       | Sharon Walsh   | Martina Navrátilová Candy Reynolds   | 4–6, 4–6         |
| 8.     | 12 settembre 1982 | US Open, New York                          | Cemento       | Sharon Walsh   | Rosemary Casals Wendy Turnbull       | 4–6, 4–6         |
| 9.     | 3 ottobre 1982    | US Indoors, Filadelfia                     | Sintetico (i) | Sharon Walsh   | Rosemary Casals Wendy Turnbull       | 6–3, 6–7, 4–6    |
| 10.    | 31 ottobre 1982   | Brighton International, Brighton           | Sintetico (i) | Sharon Walsh   | Martina Navrátilová Pam Shriver      | 6–2, 5–7, 4–6    |
| 11.    | 17 gennaio 1983   | Virginia Slims of Houston, Houston         | Sintetico (i) | Jo Durie       | Martina Navrátilová Pam Shriver      | 4–6, 3–6         |
| 12.    | 18 settembre 1983 | Virginia Slims of Richmond, Richmond       | Sintetico (i) | Kathy Jordan   | Rosalyn Fairbank Candy Reynolds      | 7–6, 2–6, 1–6    |
| 13.    | 3 ottobre 1983    | US Indoors, Hartford (2)                   | Sintetico (i) | Kathy Jordan   | Billie Jean King Sharon Walsh        | 6–3, 3–6, 4–6    |
| 14.    | 5 febbraio 1984   | Virginia Slims of Houston, Houston (2)     | Sintetico (i) | Sharon Walsh   | Mima Jaušovec Anne Smith             | 4–6, 6–3, 6(4)–7 |
| 15.    | 12 febbraio 1984  | Virginia Slims of Chicago, Chicago (2)     | Sintetico (i) | Pam Shriver    | Billie Jean King Sharon Walsh        | 7–5, 3–6, 3–6    |
| 16.    | 23 settembre 1984 | Maybelline Classic, Fort Lauderdale        | Cemento       | Sharon Walsh   | Martina Navrátilová Elizabeth Sayers | 6–2, 2–6, 3–6    |
| 17.    | 28 ottobre 1984   | Brighton International, Brighton (2)       | Sintetico (i) | Sharon Walsh   | Alycia Moulton Paula Smith           | 7–6, 3–6, 5–7    |
| 18.    | 12 maggio 1985    | Australian Indoors, Sydney                 | Sintetico (i) | Sharon Walsh   | Pam Shriver Elizabeth Smylie         | 5–7, 5–7         |
| 19.    | 27 ottobre 1985   | Brighton International, Brighton (3)       | Sintetico (i) | Helena Suková  | Lori McNeil Catherine Suire          | 6–4, 6(3)–7, 4–6 |
| 20.    | 2 febbraio 1986   | Virginia Slims of Florida, Key Biscayne    | Cemento       | Betsy Nagelsen | Kathy Jordan Elizabeth Smylie        | 6(5)–7, 6–2, 2–6 |
| 21.    | 8 febbraio 1987   | Virginia Slims of Kansas, Wichita          | Sintetico (i) | Wendy White    | Svetlana Černeva Larisa Neiland      | 2–6, 4–6         |